# Томаш Арцеуш
Томаш Арцеуш (нар. 11 вересня 1959, Рацьонж, Польща) — польський футболіст. 